# Cheval de Hegardt et Stroebel
Le Cheval de Hegardt et Stroebel est une race de chevaux créée aux États-Unis par Harry Hegardt et Lenette et Gordon Stroebel, dans l'objectif de reconstituer le Tarpan (Equus ferus ferus), un animal sauvage désormais éteint. Pour cela, Hegardt et Stroebel croisent des chevaux polonais de race Konik avec des Mustangs, à partir des années 1960. 

## Histoire
Ce cheval est sélectionné à partir du milieu des années 1960 par Harry Hegardt, un fermier de l'Oregon, à partir de croisements entre des chevaux polonais et des Mustangs. Lorsque Harry Hegard meurt en 1990, son travail de sélection est repris par Lenette et Gordon Stroebel, qui continuent de sélectionner des Mustangs afin d'accroitre la diversité génétique. 

## Description
Le Cheval de Hegardt et Stroebel vise à reconstituer le Tarpan, et s'en rapproche par la taille et la morphologie générale. La plus grande difficulté réside dans l'obtention de la crinière dressée. La couleur de robe est toujours souris.
Le recours au croisement avec le Mustang n'entre pas dans les objectifs d'élevage de l'American Tarpan Studbook Assn.

## Utilisations
Le Cheval de Hegart et Stroebel peut être monté, notamment en randonnée et en équitation de loisir. Des chevaux hongres dressés sont régulièrement vendus pour ces usages.

## Diffusion de l'élevage
Le troupeau des Stroebel compte 30 à 40 chevaux. 